# Coppa Intercontinentale 2011 (calcio a 5)
La Coppa Intercontinentale 2011 (in lingua inglese 2011 World Intercontinental Futsal Cup) è stata la 6ª edizione della competizione riconosciuta dalla FIFA, di calcio a 5 per squadre maschili di club. La competizione si è svolta dall'11 al 13 marzo 2011 presso il Pabellón Fundación Montemadrid di Alcalá de Henares, in Spagna.

## Formula
Il torneo prevede un girone da quattro squadre con formula "all'italiana", ossia con partite disputate in gara unica. Il trofeo è assegnato alla squadra che raccoglie il maggior numero di vittorie.

## Risultati
| Alcalá de Henares 11 marzo 2011, ore 18:45 Incontro 1                         | Carlos Barbosa | 4 – 3 (2-0) referto          | Benfica | Pabellón Fundación Montemadrid |
| Sinoê 7’ , 32’ Flávio 13’ Rodrigo 28’ Marcatori 30’ , 37’ Marinho 38’ Queirós |                |                              |         |                                |
|                                                                               |                |                              |         |                                |
| Sinoê 7’, 32’ Flávio 13’ Rodrigo 28’                                          | Marcatori      | 30’, 37’ Marinho 38’ Queirós |         |                                |

| Alcalá de Henares 11 marzo 2011, ore 21:00 Incontro 2                                                                      | Inter     | 11 – 1 (4-0) referto | Chonburi | Pabellón Fundación Montemadrid |
| Gabriel 2’ Eka 4’ , 15’ , 27’ Bernárdez 13’ , 37’ Schumacher 21’ , 40’ Betão 35’ Ortiz 38’ Juanra 39’ Marcatori 25’ Pochai |           |                      |          |                                |
| |           |                      |          |                                |
| Gabriel 2’ Eka 4’, 15’, 27’ Bernárdez 13’, 37’ Schumacher 21’, 40’ Betão 35’ Ortiz 38’ Juanra 39’                          | Marcatori | 25’ Pochai           |          |                                |

| Alcalá de Henares 12 marzo 2011, ore 16:00 Incontro 3                  | Inter     | 4 – 2 (1-0) referto   | Benfica | Pabellón Fundación Montemadrid |
| Betão 11’ , 23’ Blanco 35’ Gabriel 40’ Marcatori 31’ G. Alves 32’ Daví |           |                       |         |                                |
|                                                                        |           |                       |         |                                |
| Betão 11’, 23’ Blanco 35’ Gabriel 40’                                  | Marcatori | 31’ G. Alves 32’ Daví |         |                                |

| Alcalá de Henares 12 marzo 2011, ore 18:00 Incontro 4                                                                                                  | Carlos Barbosa | 13 – 1 (8-0) referto | Chonburi | Pabellón Fundación Montemadrid |
| Flávio 4’ Jonathan 6’ , 30’ Rodrigo 9’ , 12’ , 25’ , 34’ Sinoê 10’ Shiraishi 11’ , 15’ Tostão 20’ Marcênio 21’ Farias 29’ Marcatori 39’ Piyapreechayut |                |                      |          |                                |
| |                |                      |          |                                |
| Flávio 4’ Jonathan 6’, 30’ Rodrigo 9’, 12’, 25’, 34’ Sinoê 10’ Shiraishi 11’, 15’ Tostão 20’ Marcênio 21’ Farias 29’                                   | Marcatori      | 39’ Piyapreechayut   |          |                                |

| Alcalá de Henares 13 marzo 2011, ore 16:00 Incontro 5                                     | Benfica   | 8 – 1 (3-1) referto | Chonburi | Pabellón Fundación Montemadrid |
| Queirós 8’ , 20’ , 34’ Arnaldo 20’ , 29’ Teka 32’ Marinho 33’ , 34’ Marcatori 10’ Saisorn |           |                     |          |                                |
|                                                                                           |           |                     |          |                                |
| Queirós 8’, 20’, 34’ Arnaldo 20’, 29’ Teka 32’ Marinho 33’, 34’                           | Marcatori | 10’ Saisorn         |          |                                |

| Alcalá de Henares 13 marzo 2011, ore 18:00 Incontro 6 | Carlos Barbosa | 1 – 2 (0-1) referto | Inter | Pabellón Fundación Montemadrid |
| Sinoê 27’ Marcatori 14’ , 31’ Schumacher              |                |                     |       |                                |
|                                                       |                |                     |       |                                |
| Sinoê 27’                                             | Marcatori      | 14’, 31’ Schumacher |       |                                |

## Classifica finale
| Squadra        | Pti | PG | PV | PN | PP | GF | GS |
| -------------- | --- | -- | -- | -- | -- | -- | -- |
| Inter          | 9   | 3  | 3  | 0  | 0  | 17 | 4  |
| Carlos Barbosa | 6   | 3  | 2  | 0  | 1  | 18 | 6  |
| Benfica        | 3   | 3  | 1  | 0  | 2  | 13 | 9  |
| Chonburi       | 0   | 3  | 0  | 0  | 3  | 3  | 32 |